# Renovato de Mérida
Renovato de Mérida o simplemente Renovato fue obispo de  Mérida desde algo cerca del año 616 y su pontificado duró hasta antes de 631. Lo poco que se sabe de este obispo se debe al diácono Paulo ya que no hay referencias de él en otros escritos. Afortunadamente el «diácono Paulo» debía conocerlo a fondo, ya que dejó datos muy concretos de este obispo. Empieza diciendo que era godo, de alto linaje y de mucha nobleza de sangre. También lo describió físicamente como de gran estatura, y de bello rostro. Pero si estas eran sus características exteriores, destacaba aún más por las interiores pues era muy ingenioso y perspicaz, destacaba en las bellas artes, en las ciencias eclesiásticas y, sobre todo, era muy experto en las Sagradas Escrituras. Su espíritu era manso, misericordioso, sufrido, prudente, justo y edificante. Con estas dotes y antes de ser elevado a la categoría pontifical, fue elegido abad del monasterio caulianense que estaba situado al lado del río Guadiana y a unas dos leguas de  Mérida. Cuenta el «diácono Saulo» que tenía gran celo por la mejora espiritual de sus monjes pero tuvo que sufrir muchísimo con el descarrío de uno de ellos. A pesar de las amables reprensiones que Renovato le hacía, el monje seguía cada día peor hasta que un día, como por obra de un milagro, el monje se arrepintió y estuvo sin sentido durante varios días de tal modo que el abad Renovato le ungió con el óleo de la extremaunción muriendo tres días después. Sigue contando el diácono que en una de las crecidas del río Guadiana, además de casas y puentes, arrasó con una parte del Monasterio, entre ellas el Cementerio. Al remover la tumba del citado monje salió un olor agradable y todo su cuerpo y hábitos estaban incorruptos.

## Elevación al orden episcopal
No dejó muchos datos de su pontificado el «diácono Saulo», solo que rigió su diócesis con el mismo o mayor celo que el monasterio tanto con su doctrina como con su ejemplo y que gobernó la diócesis emeritense durante muchos años. A su fallecimiento fue enterrado junto al altar de la catedral, al lado de los restos de  Santa Eulalia de Mérida.
Allí estuvo enterrado todo el tiempo que duró el reinado de los godos hasta que llegaron los sarracenos que, como no respetaban los objetos sagrados de los cristianos, los de  Mérida al igual que hicieron los de  Córdoba, juntaron todas las reliquias. Posteriormente relata Ambrosio de Morales que al hacer obras en la Iglesia de Santa Eulalia en la época de los Reyes Católicos, hacia el año 1500 se descubrió en una concavidad de la pared, próxima al altar mayor, «... una caja donde había cabezas y huesos, hasta doce, o catorce Santos. Y quiso nuestro Señor manifestar luego como eran reliquias de sus santos: porque demás de sentirse un olor suavísimo en toda la iglesia con que todos los presentes se alegraban y bendecían al Señor...» El episcopado de Renovato no pasó del año 632 pues ese año ya estaba su sucesor Esteban presidiendo le iglesia emeritense. El «diácono emeritense» concluye diciendo que gobernó su iglesia durante muchos años («per plurimus annos»). Enrique Flórez calculó que estuvo como obispo unos dieciséis años.